# 美国法律文库
美国法律文库是中国政法大学出版社出版的一套翻译丛书。
根据1998年中美两国达成的中美元首法治计划，美国大使馆新闻文化处和中国政法大学出版社在2000年开始合作，将上百部美国法学名著译成中文，并以丛书方式出版其中文版，定名为“美国法律文库”。目前已经出版了《法律与道德》、《普通法》等名著。

## 文库书目
1. 约纳林·罗森诺（Jonathan Rosenoer）：《网络法：关于因特网的法律》（Cyber law:  The Law of The internet）（张皋彤 译）
2. 卡尔·N·卢埃林（Karl N. Llewellyn）：《普通法传统》（The Common Law Tradition）（陈绪纲 等译）
3. 艾德华·H·列维（Edward H.Levi）：《法律推理引论》（An Introduction to the Legal Reasoning）（庄重 译）
4. 理查德·A·波斯纳：《超越法律》（Overcoming  Law）（苏力 译）
5. 凯斯·R·孙斯坦（Cass R. Sunstein）：《自由市场与社会正义》（Free Markets and Social Justice）（金朝武 译）
6. 亨利·汉斯曼（Henry Hansmann）：《企业所有权论》（The Ownership of Enterprise ）（于静 译）
7. 布莱斯特 列文森 巴尔金 阿玛（Paul Brest, Sanford Lexinson, Akhil Reed Amar, et al）：《宪法决策的过程：案例与材料》（Process of Constitutional Decisionmaking）（上、下） （张千帆 译）
8. 罗伯特·A·高尔曼（Robert A. Gorman）：《劳动法基本教程——劳动联合与集体谈判》（Basic Text on Labor Law: Unionization and Collective Bargaining）（马静 译）
9. 罗伯特·C·埃里克森（Robert C. Ellickson）：《无需法律的秩序——邻人如何解决纠纷》（Order without Law: How Neighbors Settle Disputes）（苏力 译）
10. 大卫·G.爱泼斯坦等（David G.Epstein et al），《美国破产法》（Bankrupcy），（韩长印 等译）
11. 罗斯科·庞德：《法律与道德》（Law and Morals）（陈林林 译）
12. 罗伯特·斯蒂文斯（Robert C.Stevens）:《法学院》（Law School），（阎亚林 等译）
13. 米尔建·R·达马斯卡（Mirjan R. Damaska）：《漂移的证据法》（Evidence Law Adrift）（李学军 等译）
14. 托马斯·李·哈森（Thomas Lee Hazen）：《证券法》（The Law of Securities Regulation）（张学安 译）
15. 哈威尔·E·杰克逊、小爱德华·L·西蒙斯（Howell E Jackson，Edward L Symmons）：《金融监管》（regulation of financial institutions）（吴志攀 等译）
16. 莫顿·J·霍维茨（Morton J. Horwitz）：《沃伦法院对正义的追求》（The Warren Court and the Pursuit of Justice）
17. 埃里克·A·波斯纳（Eric A. Posner）：《法律与社会规范》（ Law and Social Norms）
18. 乔治·P·弗莱彻（George P. Fletcher）：《刑法的基本概念》（Basic Concpets of Criminal Law）
19. 克里斯托弗·沃尔夫（Christopher Wolfe）：《司法能动主义》（Judicial activism）
20. 理查德·A·爱波斯坦（Richard　A. Epstein）：《简约法律的力量》（Simple Rules for a Complex world）
21. 罗伯特·P·墨杰斯（Robert P. Merges）：《新技术时代的知识产权法》（Intellectual Property in the New Technological Age）
22. 约翰·W·斯特龙（John W. Strong）：《麦考密克论证据》（Mccormick on Evidence）
23. 斯蒂芬·加奇（Stephen Judge）：《商法》（Business Law）
24. 玛丽·凯·凯恩等（Mary Kay Kane et al）：《民事诉讼法》（Civil Procedure）
25. 伟恩·R·拉费弗（Wayne R. LaFave）：《刑事诉讼法》
26. 莫顿·J·霍维茨（Morton J. Horwitz）：《美国法的变迁》（The Transformation of American Law）
27. 斯蒂文·N·苏本等（Stephen N. Subrin et al）：《民事诉讼法——原理、实务与运作环境》（Civil Procedure:  Doctrine）
28. 凯特·斯丹德利（Kate Standley）：《家庭法》 （Family Law）
29. 罗伯特·麦克洛斯基（Robert G. Mccloskey and Sanford Levinson）：《美国最高法院》（The American Supreme Court）
30. 小奥利弗·温德尔·霍姆斯：《普通法》（Common Law）
31. 乔治·B·沃尔德等（George B. Vold et al）：《理论犯罪学》（Theoretical Criminology ）
32. 亨利·马瑟（Henry Mather）：《合同法与道德》（Contract Law and Morality）
33. 斯蒂芬·M·菲尔德曼（Stephen M. Feldman）：《从前现代主义到后现代主义的美国法律思想》
34. 阿希尔·里德·阿马：《宪法与刑事诉讼法基本原理》（The Constitution and Criminal Procedure）
35. 约翰·菲尼斯（John Finnis）：《自然法与自然权利》（Natural Law and Natural Rights）
36. P·S·阿蒂亚（P. S. Atiyah）：《英美法中的形式与实质》（Form and Substance in Anglo-American Law ）
37. 朱迪丝·N·施克莱：《守法主义：法、道德和政治审判》，ISBN 7-5620-2882-6（Legalism: Law, Morals and Political Trials，ISBN 0674523512）
38. 马特斯尔斯·W·斯达切尔（Matthias W. Stecher）：《网络广告：互联网上的不正当竞争和商标》 （Webvertising: Unfair Competition and Trademarks on the Internet）
39. 格诺赫姆·罗柏（Graham Romp）：《博弈论导引及其应用》（Game Theory Introduction and Applications）
40. H·L·A·哈特：《法律中的因果关系（第二版）》（Causation in the Law ）
41. 伯纳德·施瓦茨（Bernard Schwartz）：《美国最高法院史》（A History of the Supreme Court）
42. 路易斯·亨金（Louis Henkin）：《国际法：政治与价值》（International Law: Politics and Values）
43. 戴维·鲁本（David Luban）：《法律现代主义》（Legal Modernism）
44. 斯蒂芬·B·戈尔德堡、弗兰克·E·A·桑德、南茜·H·罗杰斯、塞拉·伦道夫·科尔（Stephen B. Goldberg; Frank E.A. Sander; Nancy H. Rogers; Sarah Rudolph Cole）：《纠纷解决—谈判、调解和其他机制》（Dispute Resolution: Negotiation, Mediation, and Other Processes）
45. 杰罗姆·弗兰克:《初审法院——美国司法中的神话与现实》（赵承寿译）